# اعجوبه
اعجوبه (انگلیسی: Ajooba) فیلمی در ژانر فانتزی به کارگردانی شاشی کاپور است که در سال ۱۹۹۱ منتشر شد.

## بازیگران
- آمیتاب باچان
- دیمپل کاپادیا
- ریشی کاپور
- شامی کپور
- سعید جعفری
- آمریش پاری
- دالیپ تاهیل